# Domenico Cefalù
Domenico Cefalù (Palermo, 10 gennaio 1947) è un mafioso italiano naturalizzato statunitense,  boss della famiglia Gambino di New York dal 2011 al 2015 e poi ancora dal 2019 in seguito alla morte di Frank Calì.

## Biografia
Nasce a Palermo il 10 gennaio 1947 ed emigra alla fine degli anni settanta negli Stati Uniti d'America. Negli anni ottanta, è stato destinatario di diversi mandati di cattura emessi dal Giudice Istruttore Giovanni Falcone per associazione a delinquere, finalizzata al traffico internazionale di sostanze stupefacenti, tra l'Italia e gli Stati Uniti d'America.

### Il "chimico"
Le indagini svolte dalla Squadra mobile di Palermo, nei primi anni ottanta, hanno consentito di accertare il suo ruolo di “chimico” nell'ambito delle attività illecite della famiglia Gambino. Si occupava infatti delle procedure di raffinazione della morfina importata dalla Sicilia, e successivamente introdotta illegalmente negli Stati Uniti. Come è noto, il business della droga, sul versante siciliano, era affidato ai gruppi familiari degli Inzerillo, Spatola e Di Maggio, affiliati alle famiglie mafiose palermitane Uditore, Passo di Rigano, e Boccadifalco, mentre, sul versante americano, le attività illecite facevano capo ai Gambino e agli Adamita.
Dopo essersi trasferito negli Stati Uniti, Domenico Cefalù venne coinvolto negli affari nella criminalità organizzata attivando un contrabbando di eroina per la famiglia Gambino. Nel 1982, viene condannato per contrabbando di eroina a sei anni di carcere. Nel 1990, il boss dei Gambino John Gotti, introdusse Cefalù come membro a pieno titolo, nella sua famiglia mafiosa. Cefalù fu anche membro della squadra siciliana "Zip", guidata dal capitano Pasquale Conte, con sede nel Queens e Brooklyn.

### Le testimonianze, i rifiuti, le ritrattazioni
Nel 1992, un gran giurì di New York chiamò Domenico Cefalù a testimoniare in un'inchiesta su Pasquale Conte. Dopo aver risposto ad alcune domande, rifiutò di testimoniare. Il giudice così lo condannò a 18 mesi di carcere per oltraggio alla corte. Il 23 febbraio del 1993, Domenico Cefalù fu chiamato a deporre nel processo Conte, ma ancora una volta rifiutò di testimoniare. Il 6 febbraio 1994 venne scarcerato, pur venendo lo stesso giorno incriminato per oltraggio alla corte per essersi rifiutato di testimoniare al processo Conte. Nel 1996, venne condannato a 33 mesi di prigione. Nel 2005, Cefalù venne nominato sottocapo della famiglia dal capo strada, ed ex alleato di John Gotti, Jackie D'Amico. Da quel momento, uno dei suoi compiti principali fu quello di sovrintendere agli affari illeciti della fazione siciliana della famiglia Gambino.

### L'Operazione Ponte
Il 7 febbraio 2008 Domenico Cefalù venne incriminato con l'accusa di cospirazione, racket ed estorsione, come parte dell'Operazione Ponte contro la famiglia Gambino. Le accuse di estorsione nacquero dal settore dei trasporti di rifiuti provenienti dal settore edile. Domenico Cefalù accettò di patteggiare, in cambio di una dichiarazione di colpevolezza che lo avrebbe potuto condannare a tre anni di carcere. Venne poi condannato a 33 mesi di detenzione. Il 3 novembre 2009, Cefalù fu rilasciato dalla prigione federale. Attualmente risiede a Brooklyn e vive con la madre. La sua legittima occupazione è come venditore per un panificio.
Nel luglio 2011, fu "promosso" capo ufficiale della famiglia criminale Gambino. La sua ascensione è stata vista come un ritorno al vecchio modo di gestire una famiglia mafiosa. Ha sostituito Peter Gotti, nel 2002 condannato all'ergastolo: questo ha segnato la fine dell'era dei Gotti nella famiglia Gambino. Gotti era stato incaricato per conto della famiglia Gambino fin dal 1985 di fornire criminali e parenti per compiere omicidi su commissione.
Nel 2015 è stato sostituito come boss della famiglia Gambino da Frank Calì. Ma nel 2019 vista la morte di Calì, si presume sia diventato nuovamente boss.